# Dieter Wouters
Dieter Wouters (Brasschaat, 5 oktober 1979) is een Belgisch politicus voor de CD&V.

## Levensloop
Wouters doorliep zijn secundair onderwijs aan het Sint-Lambertusinstituut te Ekeren. Vervolgens studeerde hij journalistiek aan de Fontys Hogeschool te Tilburg, alwaar hij in 2000 zijn bachelor behaalde. Een jaar eerder had hij een master-opleiding Mondiale Politiek aangevat aan de Universiteit van Amsterdam, alwaar hij in 2001 afstudeerde. Hierop aansluitend was hij een jaarlang (2001-'02) actief als freelance-journalist voor het persagentschap Belga.
In 2002 ging Wouters aan de slag als persoonlijk medewerker in de Senaat voor Ludwig Caluwé en Mia De Schamphelaere (beide CD&V). In 2003 maakte hij met Caluwé - die aldaar fractievoorzitter werd - de overstap naar het Vlaams Parlement, en werd hij aangesteld als wetenschappelijk medewerker. Deze functie oefende hij uit tot april 2008, waarna hij aan de slag ging als kabinetssecretaris van de Antwerpse gouverneur Cathy Berx. Een functie die hij uitoefende tot oktober 2011.
Wouters werd bij de gemeenteraadsverkiezingen van 2000 voor het eerst verkozen tot gemeenteraadslid. In 2005 werd hij aangesteld als schepen van Jeugd, Toerisme en Informatisering. Bij de gemeenteraadsverkiezingen van 2006 behaalde hij 855 voorkeurstemmen vanop de 8 plaats op de CD&V-kieslijst. Zes jaar later - bij de gemeenteraadsverkiezingen van 2012 - behaalde hij er als lijsttrekker 3.273. Na deze verkiezingen volgde hij Ansoms op als burgemeester, hij leidde een absolute CD&V-meerderheid.
Bij de gemeenteraadsverkiezingen van 2018 behaalde Wouters 4.400 stemmen en zijn partij CD&V kon haar absolute meerderheid versterken tot 16 op 27. Hij bleef uiteraard burgemeester.